# Pseudobathylagus
Pseudobathylagus is een monotypisch geslacht van straalvinnige vissen uit de familie van kleinbekken (Bathylagidae).

## Soort
- Pseudobathylagus milleri Jordan & Gilbert, 1898